# 北京大学出版社
北京大学出版社（Peking University Press）是隶属于北京大学、1979年成立的一家出版社。

## 历史
其前身可追溯到1902年设立的京师大学堂译书局和编书处，译书局翻译西学教科书和其他图书，编书处编纂国学教科书。翻译家、思想家严复曾任译书局总办。
现出版产品中，教材占55%，学术著作占15%，一般图书为30%。图书重印率为60%。
编辑部下设经济管理、政治法律、文史哲三个事业部，理科、汉语、外语、职教与工科四个编辑室，基础教育中心，以及电子音像部。行政部下设办公室、总编室和对外合作部。
2009年底，出版社有员工300余人，其中本科学历以上占70%，中级职称以上占1/3。

## 相关企业
北大出版社还设有以下单位：
- 中南办事处

全资子公司
- 培文教育文化有限公司
- 北京大学出版社南通双基教育出版发行中心

控股企业
- 北京燕大元照教育科技有限公司
- 北京博雅光华教育科技有限公司
- 上海圣大燕园文化传播有限公司
- 北京世纪智源教育科技公司
- 江苏京通博雅教育有限公司

## 荣誉
- 1993年，获中宣部、新闻出版署颁发的“全国优秀出版社”
- 1994年，获国家教委颁发的“全国教材建设先进集体”
- 1995年，获国家教委首批颁发的“全国先进高校出版社”
- 2009年，获首批“全国百佳图书出版单位”

截至2009年底，共获900余项各种出版物奖项，其中国家级30余项、省部级400余项。